# Саљијано (Павија)
Саљијано је насеље у Италији у округу Павија, региону Ломбардија.
Према процени из 2011. у насељу је живело 143 становника. Насеље се налази на надморској висини од 541 м.